# 潜補伊700型
潜補伊700型は、架空戦記『紺碧の艦隊』に登場する架空の潜水艦である。
ちなみに、前世日本帝国海軍は、通商破壊作戦に専念した独Uボート艦隊のように『専用補給潜（通称：乳牛(ミルヒ・クー、Milchkuh)）』に類する潜補を就航させる事はなく、もっぱら潜水母艦、特設潜水母艦などの水上艦による補給や休息場所提供が行われていた。

## 特徴
この潜水艦は一言で言えば『多用途支援潜水艦』であり、任務は潜補の名が示すとおり弾薬、魚雷の補給の他、簡易的工作艦能力、病院船能力（このため女性看護師が乗り組んでいる）、更に大出力の通信設備と大型電算機、そして搭載した水上電子偵察機『星電改』との組み合わせによる電子作戦艦能力の他、紺碧艦隊乗員の休養のために風呂、図書室といったレクリェーション施設も有している。艦型設計は後の「潜揚大伊900型」建造に役立ったモノと思われる。
劇中では戦闘艦ではないため裏方に徹しその活躍は描かれる事は少なかったとはいえ、この潜水艦は紺碧艦隊には欠かせない存在であり、後世第2次世界大戦中は『伊701 乙姫号』一隻のみだったのが第3次世界大戦に当たっては主機と推進機関を『亀天号』と同等に改修され、核動力艦として建造された『伊702 浦島号』と『伊703 竜宮号』の2隻が増強された。
（浦島、竜宮とも、初期は高野総長など海軍軍令部の『紺碧会幹部』にとって、乙姫号と前原少将を指す暗号コードだった）

### 諸元
紺碧艦隊支援潜として「諸元値」は記されていないが、艦隊建造時は艦隊内最大の全長を誇り、一次改修後は旗艦よりやや全長が短い事がコミック1巻と6巻のイラストで示されている事から、全長は150メートル程と推察される。速力や最大行動半径は僚艦に準ずるモノと見られる。
艦型が変わる程の大幅改修を受けた僚艦と違い、戦後まで艦型は変化しなかったと考えられる。

### 武装
- 62サンチ魚雷発射管:12門（艦首装備）
- 25mm3連装対空機銃:4基

また対空機銃は僚艦同様、一次改修時に格納式に改められた。

## 注記
1. ↑  原作では、紺碧艦隊全艦が当潜補と同型の艦型に変わり、一見しただけでは区別がつき難くなっていた。艦橋背後の格納筒を覆う外殻が箱形となって艦橋前縁部と一体化した性でもある。「艦載機発艦用」射出カタパルトの在る伊500潜だけは格納式カタパルト分だけ艦首部が長く分かりやすい。